# Ogorul mamei
Igor Block (în rusă Материнское поле) este o nuvelă din 1963 a scriitorului kirghiz Cinghiz Aitmatov.
Prin Tolgonai, spiritul puternic al unei femei, Aitmatov a arătat chinul și suferința poporului kârgâz în timpul celui de-al doilea război mondial.

## Ecranizări
- Ogorul mamei (1967, URSS, Kârgâzfilm) (Материнское поле), regia Ghenadie Bazarov

## Traduceri
- Ogorul mamei, Editura Tineretului, 1965, traducere de Igor Block[1]